# Nazionale maschile di rugby a 15 di Cipro
La nazionale di rugby a 15 di Cipro rappresenta il proprio paese nelle competizioni di rugby internazionali.
È attualmente inserita nella terza fascia e non figura nel ranking mondiale dell'IRB. Non ha mai partecipato alla Coppa del mondo.
La nazionale di Cipro è una delle ultime ad essere apparsa sulla scena mondiale, dopo aver vinto tutti gli incontri della divisione 3D del Campionato europeo per nazioni di rugby 2006-2008, i mufloni sono stati sconfitti nello spareggio da Israele e sono così rimasti in tale divisione per l'edizione 2008-2010.
 Dall'edizione 2010-2012 la nazionale cipriota è inserita nella 2ª divisione poule D .